# Sir John Carling Building
El Sir John Carling Building estaba ubicado a lo largo de Carling Avenue en Central Experimental Farm, en Ottawa (Ontario, Canadá). Hasta 2010, fue la sede de Agriculture and Agri-Food Canada, que contenía instalaciones administrativas y las oficinas del ministro y viceministro de Agricultura.
Nombrado en honor a John Carling, era un edificio de 11 pisos que albergaba a unos 1200 empleados, con un ala este de 3 pisos para envío y recepción y un ala de cafetería de un piso con techo arqueado. Fue demolido el 13 de julio de 2014, pero el ala de la cafetería es la única parte del edificio que queda.

## Historia
A principios de la década de 1950, las oficinas del departamento de agricultura federal estaban dispersas en 18 sitios diferentes, lo que provocó la planificación del edificio Carling, que comenzó en 1954. El arquitecto de Ottawa Hart Massey diseñó el Sir John Carling Building en la década de 1960 y se inauguró en 1967, el año del centenario de Canadá. Massey era hijo de Vincent Massey, ex gobernador general de Canadá y miembro de la famosa familia Massey de Toronto. Los costos de construcción fueron 10 millones de dólares canadienses, de los cuales 800 000 dólares correspondieron a los honorarios de Massey.
Ya en 1994, un estudio encontró que el edificio sufría de abandono a largo plazo y "puede que no valga la pena salvarlo". Y para 2003, los costos de renovación se estimaron en 57 millones. Un año después, la Oficina de Revisión de Edificios del Patrimonio Federal lo designó como un edificio del patrimonio federal reconocido por sus asociaciones históricas y sus valores arquitectónicos y ambientales. El edificio era un buen ejemplo del estilo moderno.
En 2009 se consideró que el edificio estaba al final de su vida útil y las oficinas gubernamentales se trasladaron al campus de oficinas Skyline en Baseline Road. A pesar de las objeciones locales y de su estatus patrimonial, la demolición comenzó en abril de 2013 y culminó con la implosión controlada el 13 de julio de 2014. Posteriormente, se pulverizó el hormigón y se cubrió el sitio con una capa vegetal con árboles. La demolición costó 4,8 millones de dólares canadienses.

## Galería

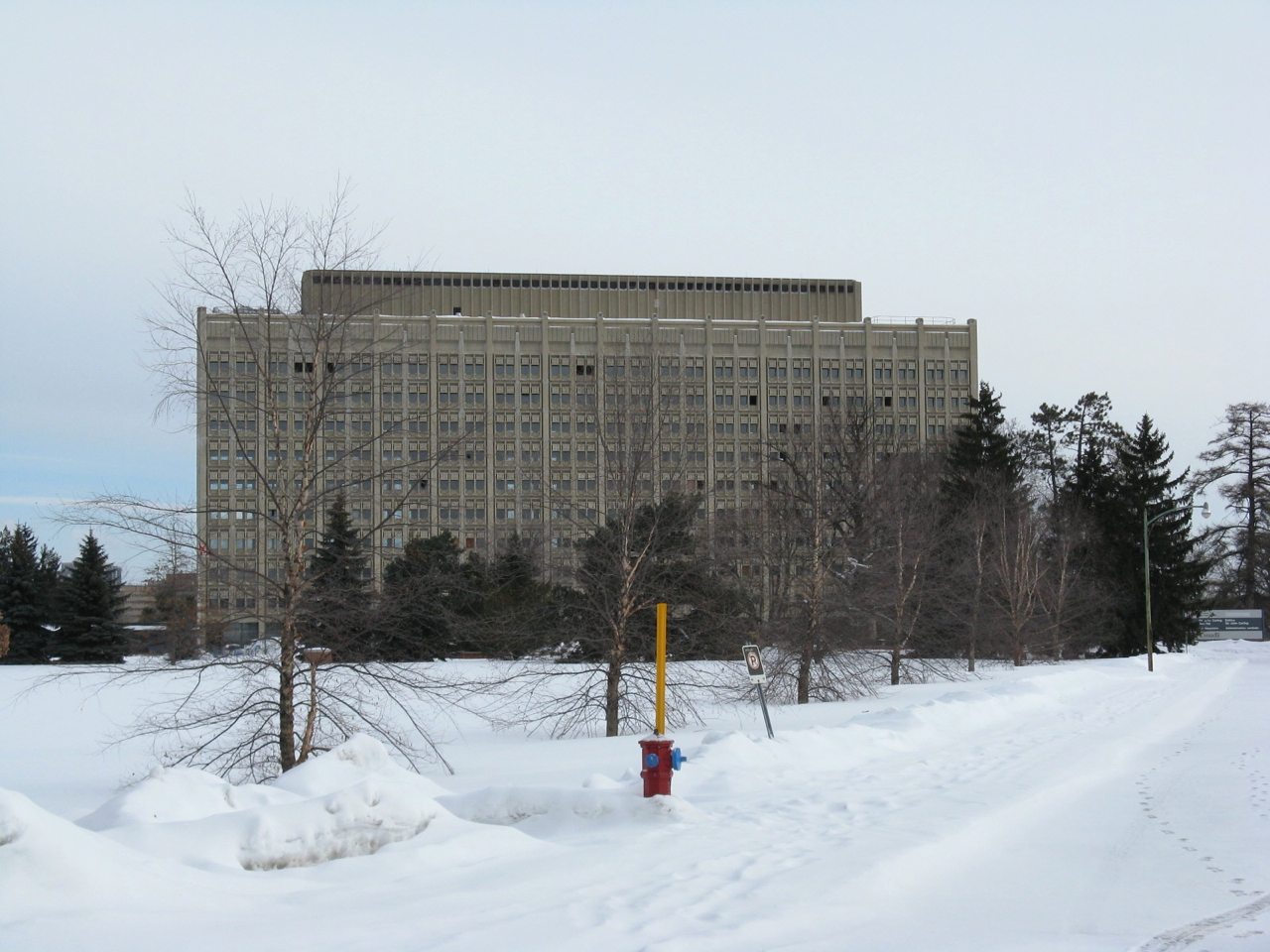
En invierno
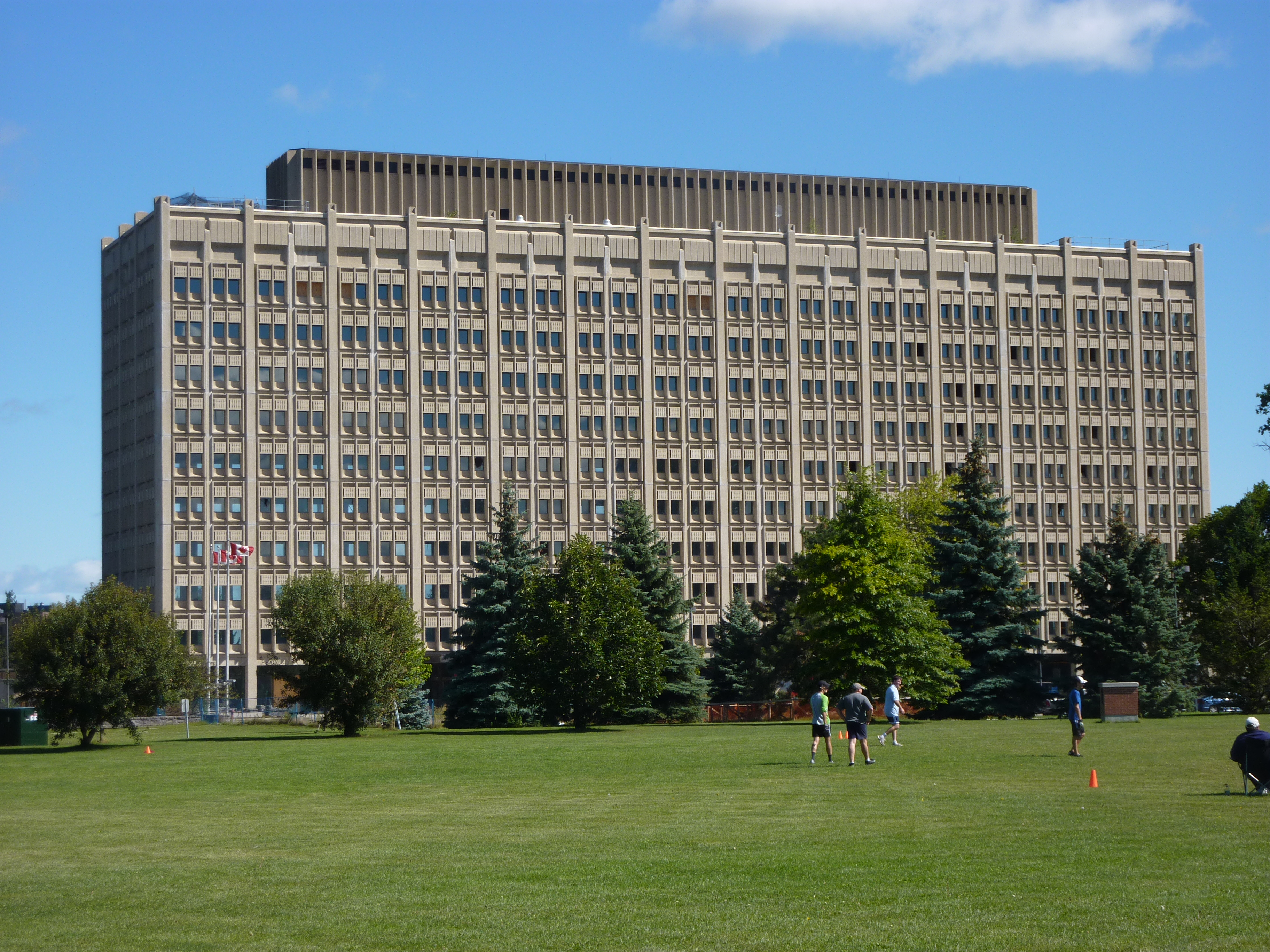
Fachada modular
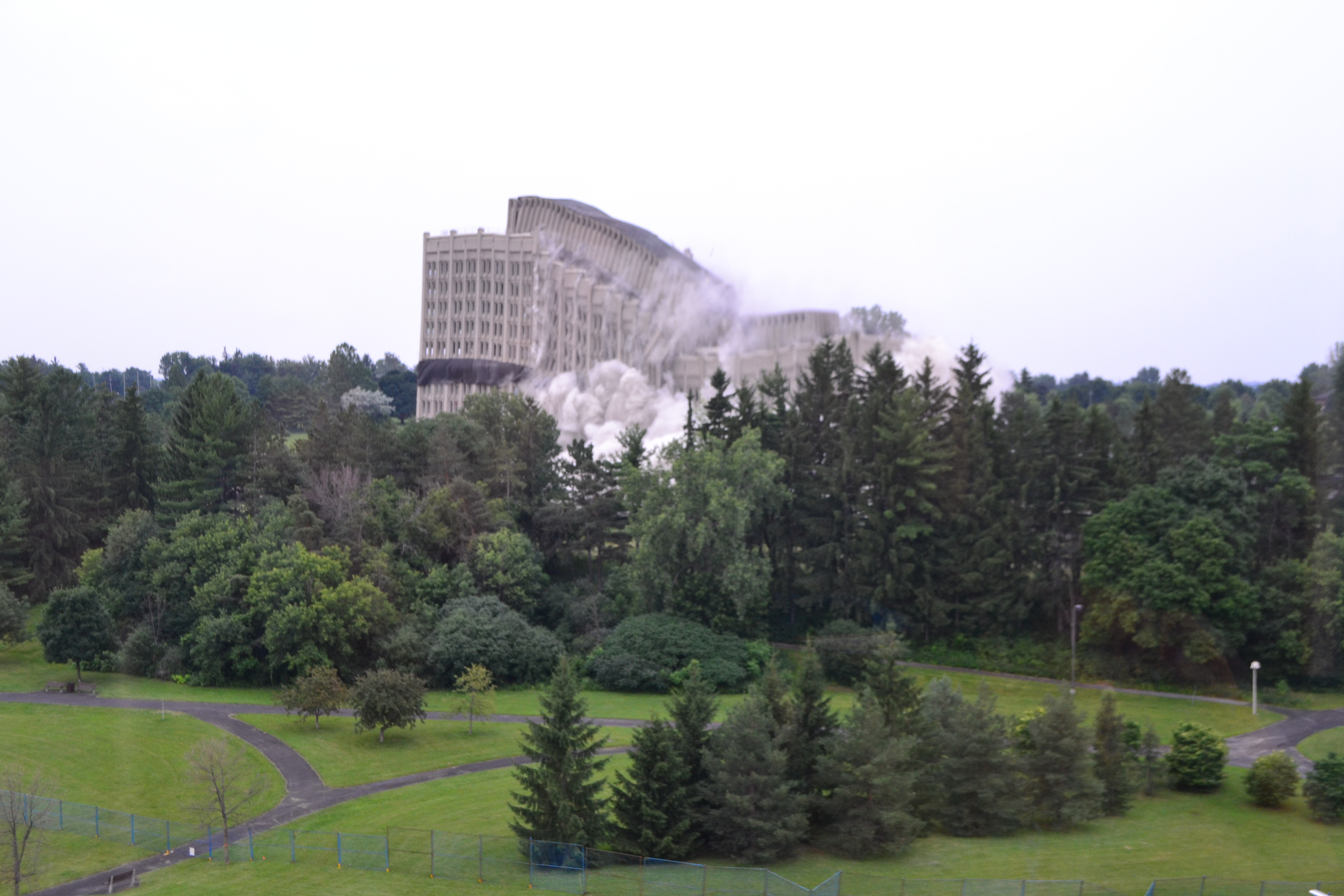
Demolición en 2014